# Philosophical Magazine
Philosophical Magazine je nejstarší komerčně vydávaný vědecký časopis. Založil ho roku 1798 Richard Taylor. Je nepřetržitě vydáván společností Taylor & Francis. Publikovala v něm své články řada předních vědců 19. a 20. století.
Od svých počátků se věnoval fyzice, chemii, astronomii, lékařství, botanice, biologii a geologii.
Od poloviny 20. století je zaměřen na fyziku kondenzovaného stavu.